# Paruraecha
Paruraecha is een kevergeslacht uit de familie van de boktorren (Cerambycidae). De wetenschappelijke naam van het geslacht werd voor het eerst geldig gepubliceerd in 1935 door Breuning.

## Soorten
Paruraecha omvat de volgende soorten:
- Paruraecha acutipennis (Gressitt, 1942)
- Paruraecha submarmorata (Gressitt, 1936)
- Paruraecha sikkimensis Breuning, 1938
- Paruraecha szetschuanica Breuning, 1935